# Oncocnemis sandaraca
Oncocnemis sandaraca är en fjärilsart som beskrevs av John S. Buckett och Bauer 1966. Oncocnemis sandaraca ingår i släktet Oncocnemis och familjen nattflyn. Inga underarter finns listade i Catalogue of Life.